# 데이비드 즈드릴리치
데이비드 앨런 즈드릴리치(영어: David Allen Zdrilic, 크로아티아어: David Allen Zdrilić, 1974년 4월 13일)은 호주의 전 축구 선수이자 현 축구 지도자로 현재 퍼스 글로리의 감독으로 재직 중이며 현역 시절 호주 국가대표팀의 일원으로도 활약했다.